# Ernst Ortlepp
Ernst Ortlepp   (Droyßig, 1 d'agost de 1800 - Naumburg, 14 de juny de 1864) fou un poeta, escriptor i compositor alemany.
Ortlepp va aprendre per primera vegada amb seu pare, com un jove de sis anys al piano, després a l'òrgan. El 1812 va causar una gran sensació Schulpforta, on va provocar una revolada amb la traducció de la "Iphigenie" de Goethe al grec. Després de graduar-se el 1819, va estudiar a Leipzig a petició del seu pare teologia i filosofia, però aviat es va dedicar exclusivament a la música i la poesia. El 1825 un viatge el va portar a Weimar i al Rin. Després es va retirar a Schkölen per dedicar-se al treball literari. El 1828, el Canceller v. Müller va fer una visita a Goethe a Dornburg, on Ortlepp, que estava interessat en qüestions poeto lògiques, va trobar poc reconeixement. Des d'aproximadament 1830 va tornar a Leipzig, on aviat va aconseguir la literatura cosmopolita i no tan tendencial per entendre els poemes contemporanis (poema per a la Reforma, Cançó de Setmana per a Europa, poema de Pentecostes per a Europa). Ortlepp, que buscava la llibertat burgesa en el marc de les monarquies constitucionals, dedicada l'any 1831 a la lluita polonesa per la llibertat sobre cinquanta poemes, alguns dels quals van aconseguir una publicitat extraordinària. Els seus models van ser autors no inclosos en el cànon de l'escola, com Hölderlin, Jean Paul, Byron, Sterne, Shakespeare i Montaigne.
Amb l'esperança d'una gent de mentalitat liberal per a un canvi de les condicions polítiques, després de 1833 el seu interès per la poesia Ortlepp. Una crítica grollera i denunciant Heinrich Laubes al "Diari per al món elegant" del 22.11.1833 a les publicacions d'Ortlepp (cançons de Landtag de la nació, 1833, lletres d'un desafortunat, 1833, diversions i viatges d'un mort, de 1834, anterior), en què això no va donar cap oportunitat a una revolució a Alemanya, també va destruir la seva reputació entre els joves alemanys. Ortlepp, que ara va fer front a un treball ocasional, va publicar el 1835 un monòleg "Fieschi, Una peça poètica nocturna", que busca il·luminar la desesperada situació interior de l'assassí cors. El text va quedar en mans de Metternich, que va declarar que estava en perill d'extinció per l'estat i es va assegurar que Ortlepp fos expulsat pel govern saxó "per falta de mitjans de subsistència". El 1836 va anar a Stuttgart. El 1843 va traduir gairebé totes les obres de Shakespeare i Byron (incloent-hi una biografia, lletres i entrevistes), Boccaccio (Decamerone) i Tobias George Smollet (Peregrine Pickle), van editar les obres de G. W. Rabener i diverses antologies, incloent un "Gran instrumental i Concert vocal" (1841) i d'altres amb assaigs sobre Beethoven, als quals havia dedicat una obra independent el 1836. El 1843 O. va publicar "Cançons d'un vigilant del dia polític", amb el qual va intentar construir-se sobre el seu temps a Leipzig. El 1845 va poder publicar tres volums de les seves "Obres col·leccionades"; També apareixen tons crítics al cristianisme en els poemes impresos aquí. El 1848 va dedicar l'himne "Germania" al Parlament alemany. Després d'això, el poeta polític també va callar. Ortlepp va viure en llocs canviants, es va endeutar i va tornar a Turíngia, expulsat de Württemberg el 1853 per empobriment. Va tornar a Turíngia, on va aprovar l'examen filològic de l'estat, però com a professor no va trobar ocupació. Sense una llar permanent, va viure tasques a l'atzar i una petita paga en quotes diàries del príncep Guillem de Prússia, que consumia principalment per l'alcohol.
Els graduats de batxillerat Friedrich Nietzsche, van informar per carta el 4 de juliol de 1864 que el cos d'Ortlepp havia estat trobat en una rasa, havien impressionat les idees d'Ortlepp i el seu destí (Bohley): en contrast amb l'orientació filològica estrictament cristiana i antiga dels pares i L'escola es va convertir pel jove Nietzsche a la inclinació a la música, els dubtes sobre el cristianisme i els models literaris mediats per Ortlepp, especialment Byron i Hölderlin, foren essencials.

## Obra no exhaustiva
- "Polònia" cançons (Altenburg, 1831)
- "Schillerlieder" de Goethe
- "Gran concert instrumental i vocal": una antologia musical
- "Obres dramàtiques de W. Shakspeare"" traduït per E. Ortlepp - Stuttgart 1842
- "Tívoli": nou museu d'enginy i humor: una antologia còmica - Stuttgart 1842
- "Cançons d'un vigilant polític de dia" - Stuttgart 1843
- "Elevació d'Israel i jueu etern": poemes del temps a Belle-Vue a Constança, 1845
- "La poesia és simplement una baula" per a "My Bride" (1829), i descriu la relació incondicional del poeta amb la seva musa.
- "Les belles paraules" (1834) a la mort del seu amic Ludwig Schuncke, on es recitaven a la tomba: "Així que us portem a la tomba ..."
- "Per a l'obertura del primer lodge de l'any 1831" - probablement una obra comissionada del Johannisloge "Zum goldenen Apfel" a Dresden
- "Karl and Olga" (1846) - Poema del festival per a les noces del príncep Karl Württemberg i amb la filla del tsar Olga
- "L'emperador alemany" (1848) com a expressió de l'anhel de la unitat alemanya
- "Dia de terror de Schkolene, on 9 persones es van ofegar" (1861).

Textos de les obres d'Ernst Ortlepp
- "El cid". Pròleg (1828). Una tragèdia romàntica escrit en part després dels romanços espanyols,
- "La meva núvia" (1829) dintre de "La poesia és només una baula"
- "Oració del Senyor" del segle xix. Una coral mundial. (1834)
- "No és el primer amor" (Stuttgart 1836)
- "Ernst Ortlepp - textos oblidats de l'època de Vormärz" (1837)
- "Cançons de Schiller de Goethe, Uhland, Chamisso, Rückert, Schwab, Seume, Pfizer" i altres. A més de diversos poemes de Schiller, que no es poden trobar a les edicions anteriors de les obres de Schiller. Suplement a les obres de Schiller. Recopilat per Ernst Ortlepp, Stuttgart (1839).
- "Ernst Ortlepp sobre Frederic el Gran" (1844)
- "Ernst Ortlepp a Ludwig van Beethoven" (1845)
- "Ernst Ortlepp a Adelaide de Beethoven" (any desconegut), etc.